# Термінознавство
Термінозна́вство — наука, яка займається вивченням термінів та терміносистем. 
Термінознавство вивчає спеціальну лексику з точки зору її типології, походження, форми, значення і функціонування, а також використання, упорядкування і творення.
Початок термінознавства пов'язаний з іменами австрійського вченого Ойгена Вюстера Нубасова і російського термінознавця Д.С.Лотте, які опублікували свої перші роботи в 1930р. На початку XXI ст. роботою з теоретичних проблем термінознавства займається ряд національних шкіл – австрійсько-німецька, франко-канадська, російська, чеська, українська.
У наш час в термінознавстві виділяється ряд незалежних напрямків дослідження:
- теоретичне термінознавство;
- прикладне термінознавство;
- загальне термінознавство;
- типологічне термінознавство;
- порівняльне термінознавство;
- семасіологічне термінознавство;
- ономасіологічне термінознавство;
- історичне термінознавство;
- функціональне термінознавство;
- когнітивне або гносеологічне термінознавство;
- перекладове термінознавство.

Теоретичне термінознавство вивчає закономірності розвитку і вживання спеціальної лексики. 
Прикладне термінознавство займається встановленням практичних принципів та рекомендацій з метою усунення нестачі термінів; їх оцінкою, описом, редагуванням, упорядкуванням, створенням, перекладом і використанням.
Загальне термінознавство вивчає найзагальніші якості, проблеми і процеси, що стосуються спеціальної лексики, а галузеве термінознавство займається вивченням спеціальної лексики і понять, які належать до окремих областей знань конкретних мов. 
Типологічне термінознавство займається порівняльним дослідженням особливостей окремих термінологій з метою визначення спільних рис та відмінностей окремих терміносистем.
Порівняльне термінознавство займається порівняльним вивченням спільних та відмінних рис лексики різних мов, наприклад української та англійської.
Семасіологічне термінознавство займається вивченням проблем, що пов’язані із значенням (семантикою) спеціальних лексем, зміною значень і різноманітними семантичними явищами – полісемією, омонімією, синонімією,  антонімією і т. д. 
Ономасіологічне термінознавство вивчає структурні форми спеціальних лексем, займається процесом найменування спеціальних понять і вибором оптимальних форм найменування.
Історичне термінознавство вивчає історію термінів та терміносистем для того, щоб виявити тенденції їх утворення та розвитку, що в свою чергу дозволяє дати вірні рекомендації стосовно їх упорядкування. У наш час[коли?] на основі цих досліджень виникає нова самостійна лінгвістична дисципліна – антрополінгвістика.
Функціональне термінознавство пов’язане з вивченням сучасних функцій терміну в різних текстах та ситуаціях професійного спілкування і підготовки спеціалістів, а також досліджує особливості використання термінів в мові і комп’ютерних системах.
Загальновизнаною серед дослідників є думка про те, що термінознавство як самостійна наукова дисципліна формувалося поступово внаслідок автономного розвитку окремих наукових напрямів із подальшим їхнім синтезом. Початкові спроби дослідити теоретичні та практичні термінознавчі проблеми в Україні належать до середини XIX ст. Національне відродження й розвиток науки і техніки в ХІХ – ХХ ст. зумовили потребу створення української термінології, брак якої був спричинений колоніальним становищем України, численними заборонами українського слова й зокрема тим, що інженерно-технічні навчальні заклади були російсько-, польськоабо німецькомовними. Спроби поставити ширше проблему української термінології почалися з середини ХІХ ст.
На сучасному етапі формується ряд нових напрямків, серед яких слід зазначити когнітивне або гносеологічне термінознавство, що займається дослідженням ролі термінів в науковому мисленні та знаннях. Як самостійні розділи термінознавства можна розглядати також термінознавчу теорію тексту; ця теорія займає позицію між термінознавством і власне теорією тексту і займається питаннями типології текстів (де наявні терміни), термінологічним аналізом тексту і текстовим аналізом терміну.
Термінознавство тісно пов’язане з термінографією. Термінографія – це наука, що займається складанням словників спеціальної лексики. Ряд вчених навіть розглядає термінографію як розділ термінознавства.